# Хедвига фон Бранденбург (1540 – 1602)
Хедвига фон Бранденбург (на немски: Hedwig von Brandenburg; * 23 февруари 1540, Кьолн Берлин); † 21 октомври 1602, Волфенбютел) от род Хоенцолерн, е бранденбургска принцеса, а чрез женитба – херцогиня на Брауншвайг-Люнебург и княгиня на Брауншвайг-Волфенбютел.

## Живот
Тя е втората дъщеря на курфюрст Йоахим II фон Бранденбург (1505 – 1571) и втората му съпруга Ядвига Ягелонка (1513 – 1573), която е дъщеря на полския крал Зигмунт I Стари.
На 25 февруари 1560 г. Хедвига се омъжва в Кьолн (Берлин) за херцог Юлий фон Брауншвайг-Волфенбютел (1528 – 1589) от Херцогство Брауншвайг-Люнебург, княз на Брауншвайг-Волфенбютел. От 1553 до 1554 г. Юлий е епископ на Минден. Те се запознават в двора на маркграф Йохан в Кюстрин, където Юлий е избягал от баща си. След като той се сдобрява с баща си, двойката получава за резиденция дворците Хесен и Шладен. По-късно нейният съпруг се отказва от нея.

## Деца
Хедвига и Юлий фон Брауншвайг-Волфенбютел имат децата:
- София Хедвиг (1561 – 1631)

∞ 1577 херцог Ернст Лудвиг от Померания-Волгаст (1545 – 1592)
- Хайнрих Юлий (1564 – 1613), херцог на Брауншвайг-Волфенбютел

∞ 1. 1585 принцеса Доротея Саксонска (1563 – 1587)
∞ 2. 1590 принцеса Елизабет Датска (1573 – 1625)
- Мария (1566 – 1626)

∞ 1582 херцог Франц II фон Саксония-Лауенбург (1547 – 1619)
- Елизабет (1567 – 1618)

∞ 1. 1583 граф Адолф XIII фон Холщайн-Шауенбург († 1601)
∞ 2. 1604 херцог Христоф фон Брауншвайг-Харбург († 1606)
- Филип Сигизмунд (1568 – 1623), епископ на Ферден и Оснабрюк
- Маргарета (1571 – 1580)
- Йоахим Карл (1573 – 1615), отказва женитба с шведската принцеса Маргарета Елизабет, и от 1592 г. е домпропст и кмет на Страсбург
- Сабина Катарина (1574 – 1590)
- Доротея Августа (1577 – 1625), абатеса на Гандерсхайм
- Юлий Август (1578 – 1617), абат на Михаелщайн
- Хедвига (1580 – 1657)

∞ 1621 херцог Ото III фон Брауншвайг-Харбург (1572 – 1641)